# Mănăstirea Trivale

Mănăstirea Trivale în 2020

Mănăstirea Trivale este situată în parcul Trivale din municipiul Pitești, pe strada Trivale, nr. 71. Biserica mânăstirii, cu hramul „Sfânta Treime”, a fost construită din lemn, în secolul al  XV-lea, de familia Trifon și Stanca Stăncescu. Prima biserică a fost construită din lemn.
S-a refăcut în timpul lui Matei Basarab, domnul Țării Românești (1632-1654), și a fost rezidită din piatră și cărămidă de către Mitropolitul Varlaam al Ungrovlahiei (1672-1674), lucrările săvârșindu-se în anul 1698 în timpul domniei lui Constantin Brâncoveanu, când a fost pusă și pisania.
Noi restaurări au avut loc între anii 1854 și 1856, sub supravegherea starețului Ierotei Niculescu. Afectat puternic de cutremurul din 14 octombrie 1802, așezământul a fost refăcut de către Partenie, egumenul de la Schitul Buliga, în 1803. Rezidit de starețul Ierotei Niculescu între anii 1854-1856, după planurile arhitectului Johan Schaltter, ansamblul monahal a fost ctitorit de Justin Ionescu (1904), cel care a ridicat actuala clopotniță. Biserica a fost pictată de Ioasaf Grecu în 1731 și rezugrăvită în 1904. Schitul Trivale a fost refăcut după cutremurul din 1940, lucrările dintre anii 1942 și 1944 fiind coordonate de Episcopia Argeșului. În anul 1990, cu binecuvântarea Înaltpreasfințitului Calinic, pe atunci Episcop al Argeșului și Teleormanului, lăcașul a fost transformat în mănăstire, biserica fiind resfințită. Bătrânii din zonă spun că a fost adăpostit aici, pentru o vreme, capul lui Mihai Viteazul, în drum spre Târgoviște, după ce domnitorul fusese ucis la Câmpia Turzii.
Vechea ctitorie a fost refăcută integral la sfârșitul secolului al XX-lea, sub păstorirea ierarhilor de atunci ai Episcopului Râmnicului și Argeșului, Preasfințiți Gherasim Cristea și Calinic Argatu. Astfel, la inițiativa egumenilor Calist, Natanael și Ciprian Otoroschi, după proiectul arhitecților Lucian Gheorghiu și T. Barbu, coordonați de Ștefan Balș, biserica schitului a fost refăcută integral. Pictura a fost executată de către Ion Savu din Săpata. Obștea de șase viețuitori este păstorită în prezent de către Protosinghelul Daniil Niță.
La mănăstirea Trivale a trăit monahul Ioan Cantacuzino care, în 1682, a transcris o lucrare a lui Gavriil Protul despre viața Sfântului Ierarh Nifon, patriarhul Constantinopolului.